# جامعة بارما
جامعة بَرمة أو بَرما أو (نقحرة: بَرما) (بالإيطالية: Università degli Studi di Parma) هي جامعة حكومية إيطالية تعد واحدة من أقدم الجامعات في العالم. تنقسم إلى ثمانية عشر قسمًا، وكان عدد طلابها في نوفمبر 2013 حوالي 32 ألف طالب.

## التاريخ
أُسست جامعة بَرما سنة 1117 م، وكانت عند إنشائها مركزًا لدراسة الفنون الحرة بمفهومها المعروف في العصور الوسطى. وفي القرن الثالث عشر أضيفت إلى الجامعة كليتا القانون والطب، وقد قام البابا يوحنا الثاني والعشرون بغلق الجامعة سنة 1322، وظلت بين فتح وغلق طيلة القرن التالي. في سنة 1502 نالت جامعة بَرما صفة جامعة.
صارت الجامعة بعد عام 1545 تحت رعاية آل فارنيزي، وقام الدوق رانوتشيو فارنيزي بتأسيس ورعاية كلية النبلاء وعمل فيها أساتذة بارزون، غير أن الجامعة أُهملت من جديد بين عامي 1731 و1748، ثم عادت إلى الازدهار في عهد الدوق فردينان الأول دي بوربون، الذي أسس في بَرما جامعة عظيمة تحظى بدعم الحكومة وأضاف إليها أملاكًا صودرت من اليسوعيين، ودُعي الأب لويجي فورتيس ـ الرئيس المستقبلي لجمعية يسوع ـ لعمادة كلية النبلاء، وأضيفت إلى الجامعة علوم جديدة، وشهدت الجامعة تناميًا سريعًا وأنشئ بها مرصد فلكي وحديقة نباتية ومعامل للتشريح والكيمياء والفيزياء التجريبية.
في سنة 1811 منحت الحكومة الفرنسية جامعة بَرما صفة "أكاديمية إمبراطورية"، غير أن هذه الصفة لم تلبث أن زالت بعد ثلاث سنوات. وفي عام 1831 أغلقت الجامعة أمام الطلاب الأجانب، وشهدت فترة من الاضمحلال انتهت عام 1854. وجامعة بَرما الآن جامعة حكومية تتمتع باستقلال إداري.

## التقسيم الجديد

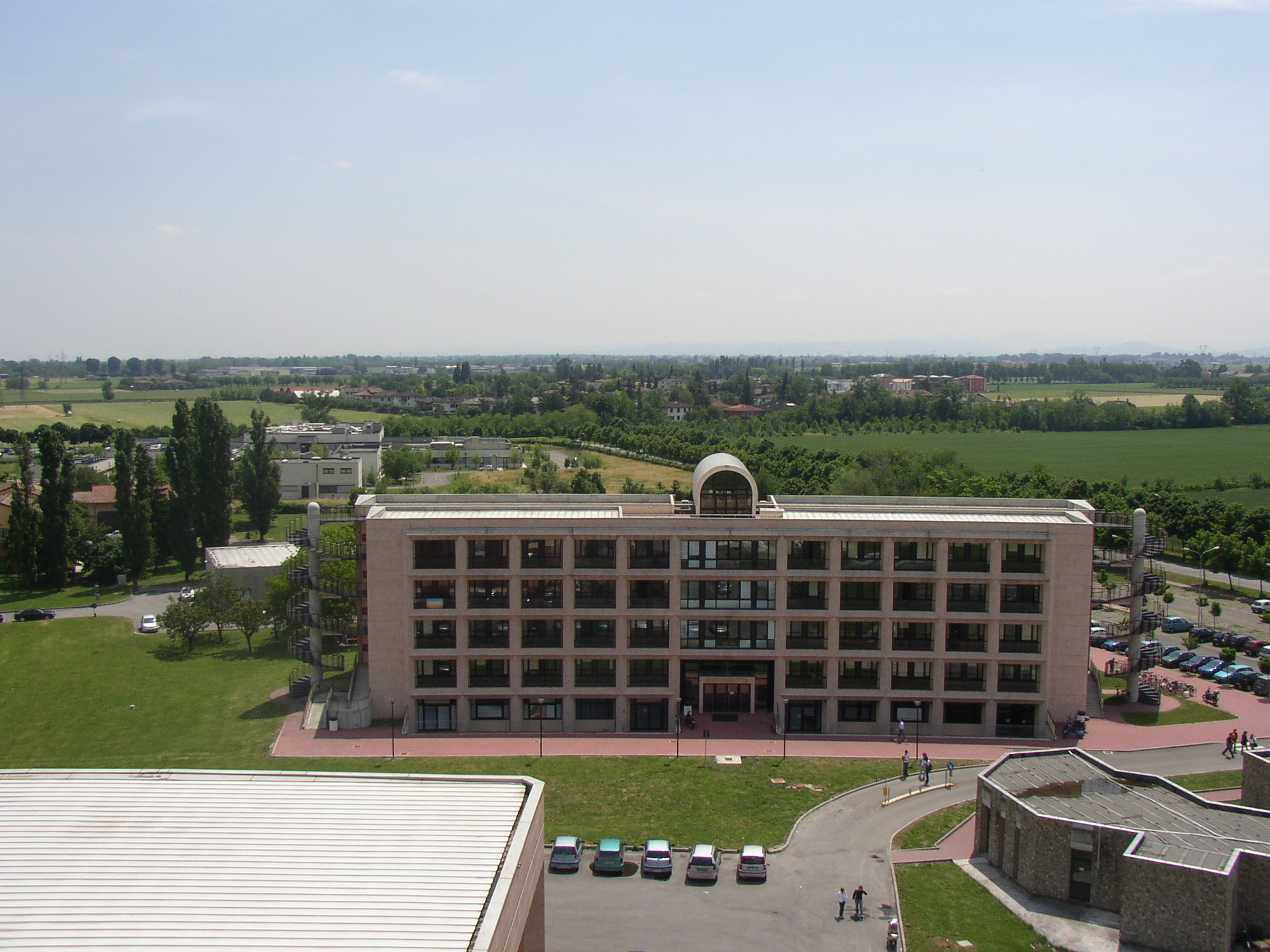
مبنى قسم الرياضيات بالجامعة

في 25 يوليو 2012 صدر مرسوم رئيس الجامعة رقم 565 بإلغاء تقسيم الجامعة إلى كليات، وإعادة تقسيمها إلى 18 قسمًا أكاديميًا، هي:
1. قسم الاقتصاد
2. قسم الجراحة
3. قسم الرياضيات وعلوم الحاسوب
4. قسم الصيدلة
5. قسم الطب البيطري
6. قسم الطب السريري والتجريبي
7. قسم علوم الحياة
8. قسم العلوم الطبية الحيوية وعلوم التقنية الحيوية والعلوم المتعدية
9. قسم العلوم العصبية
10. قسم علوم الغذاء
11. قسم الفنون والآداب والتاريخ والدراسات الاجتماعية
12. قسم الفيزياء وعلوم الأرض "ماتشيدونيو ميلوني"
13. قسم القانون
14. قسم الكلاسيكيات واللغات الحديثة والتربية والفلسفة
15. قسم الكيمياء
16. قسم الهندسة الصناعية
17. قسم الهندسة المدنية والبيئية وإدارة الأراضي والهندسة المعمارية
18. قسم هندسة المعلومات

## التقسيم القديم
كانت جامعة بَرما ـ قبل 25 يوليو 2012 ـ تنقسم سابقًا إلى 12 كلية هي:
1. كلية الاقتصاد
2. كلية الرياضيات والفيزياء والعلوم الطبيعية
3. كلية الزراعة
4. كلية الصيدلة
5. كلية الطب البيطري
6. كلية الطب والجراحة
7. كلية علم النفس
8. كلية العلوم السياسية
9. كلية الفنون والفلسفة
10. كلية القانون
11. كلية الهندسة
12. كلية الهندسة المعمارية

## من مشاهير الأساتذة والخريجين
- سيزاري بيكاريا
- ماتشيدونيو ميلوني
- برناردينو راماتسيني

## وصلات خارجية
- الموقع الرسمي للجامعة (بالإيطالية) (بالإنجليزية)